# Československé státní aerolinie
Československé státní aerolinie, po druhé světové válce obnoveny jako Československé aerolinie, v obojím případě se zkratkou ČSA, byly československá letecká společnost. Po zániku České a Slovenské federativní republiky (ČSFR) a vzniku samostatné České republiky byla transformována do Českých aerolinií.

## Historie

### Počátky dopravního letectví v samostatném Československu
Krátce po vzniku samostatného Československa dne 28. října 1918 se objevily první ambice v civilním letectví. Již v roce 1920 vznikly první letecké společnosti na území mladého státu. Primát měla společnost Ikarus, po ní přišla Falco. Tyto společnosti se nejprve zaměřovaly na vyhlídkové lety, ale příležitostně přepravovaly osoby i na delší vzdálenost. V roce 1922 se obě letecké společnosti sloučily v  Československou leteckou akciovou společnost - Čs.L.A.S. Tato společnost však v roce 1923 vyhlásila úpadek. V roce 1927 byla založena Československá letecká společnost, ta zanikla v roce 1939.

### Vznik ČSA a první lety
Dne 6. října 1923 byly československou vládou založeny Československé státní aerolinie, v čele s velitelem československého letectva majorem Karlem Huppnerem, který se stal prvním ředitelem ČSA. Domovským letištěm bylo Letiště Praha-Kbely.
První let Československých státních aerolinií byl proveden 28. října 1923, tedy v den 5. výročí vzniku samostatného Československa. Let byl uskutečněn letounem Aero A-14 s registrační značkou L-BARC v barvách ČSA. Letadlo pilotoval šéfpilot ČSA Karel Brabenec, provedl však pouze symbolický oblet letiště. Následujícího dne, tedy 29. října 1923, se uskutečnil první dálkový let z Prahy do Bratislavy. Vzdálenost 320 kilometrů překonali Brabenec a první cestující, redaktor Lidových novin Václav König, s upraveným vojenským strojem Aero A-14. V protisměru odstartoval letoun Aero A-14 s registrační značkou L-BARI na lince z Bratislavy do Prahy. Lety byly v obou směrech dlouhé 320 km a trvaly cca 3 hodiny.
V roce 1924 byla trasa spojení prodloužena přes Bratislavu až na Letiště Košice, kam cesta tou dobou trvala asi šest hodin. Během tohoto roku proběhlo celkem 649 letů, při nichž bylo přepraveno 426 osob a 2148 kg letecké pošty. Lety zajišťovaly zprvu československé stroje Aero A-14 a Aero A-10, od roku 1925 byly postupně nahrazovány britskými modernějšími typy De Havilland DH.50 a Farman F-60 Goliath.

### 1929–1939

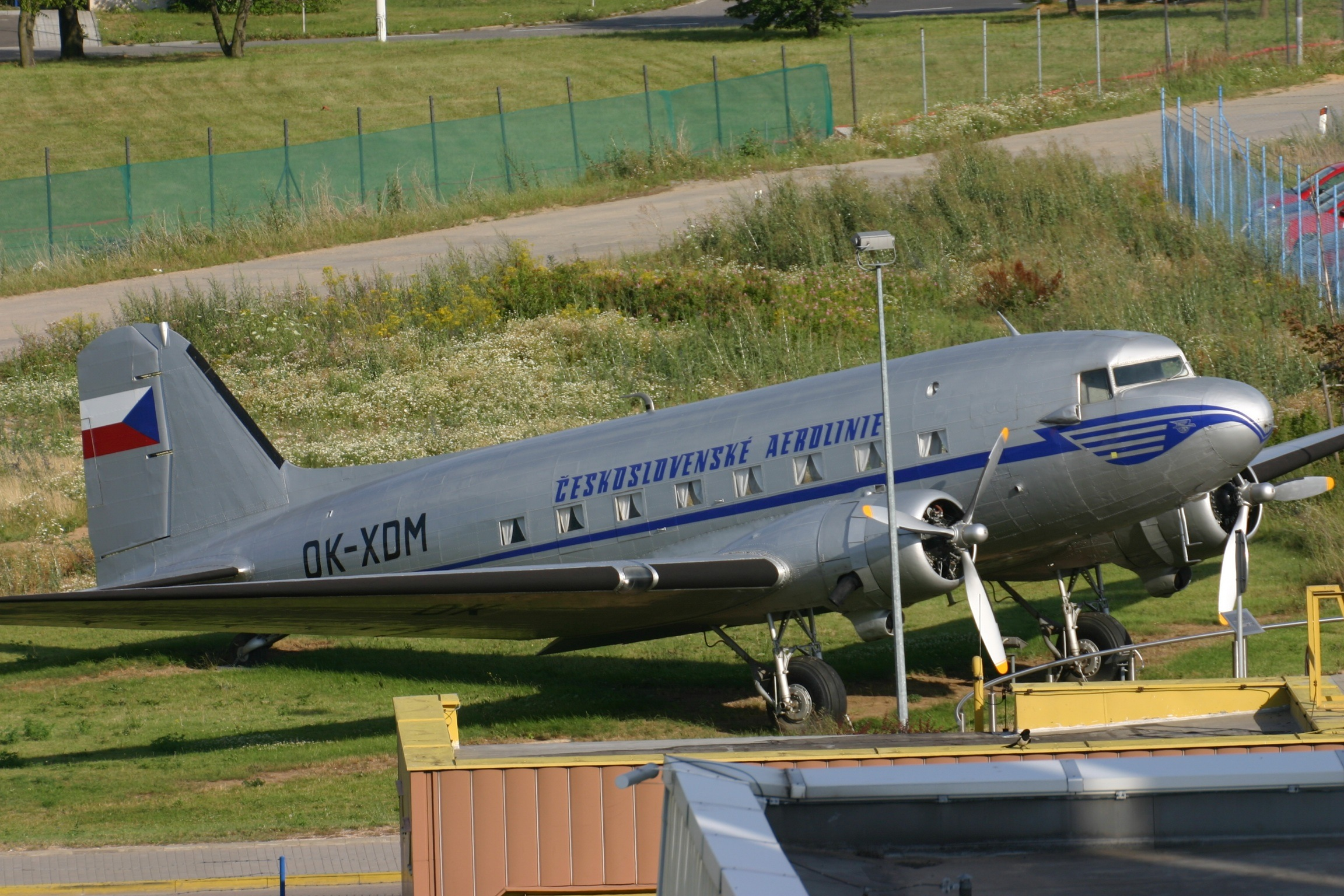
Douglas DC-3 (OK-XDM) ČSA, který byl vystaven na ruzyňském letišti

V roce 1929 se společnost stala členem Mezinárodního sdružení leteckých dopravců, což byl předchůdce současné organizace International Air Transport Association (IATA), která byla založena v roce 1945.
Místo dosavadní poznávací značky L přijaly ČSA kód OK. Prefix OK vychází z radiotelegrafních značek. Svého času byly značky OGA-OMZ, HAA-HFZ a UOA-UZZ přiděleny Rakousko-Uhersku. Po vyhlášení samostatnosti Československé republiky byl pro ni vyčleněn segment značek OKA-OKZ. Ty se staly základem pro radiotelegrafní prefix OK, který pak předchůdce IATA převzal jako kód pro Československé státní aerolinie.
Zpočátku ČSA létaly jen na vnitrostátních tratích a první linka do zahraničí byla otevřena roku 1930. Již předtím z Československa mezinárodně létala konkurenční Československá letecká společnost, založená Škodovými závody, která však definitivně ukončila činnost v roce 1939. První zahraniční linka ČSA vedla z Bratislavy do jugoslávského (v současnosti chorvatského) Záhřebu, později byly lety prodlouženy i do Rijeky a Dubrovníku. Dne 11. září 1933 byla otevřena pravidelná linka ve směru Praha–Bukurešť o celkové délce 1266 km. Dne 2. září 1936 spojily ČSA Prahu s Letištěm Moskva-Tušino. Let do Moskvy o délce 2440 km trval deset hodin a vyžadoval tehdy pět mezipřistání. Dne 5. dubna 1937 bylo zprovozněno nové moderní letiště Letiště Praha/Ruzyně vzdálené 15 km od středu hlavního města Československa, které se stalo novou základnou ČSA.
V době okupace Československa resp. Protektorátu Čechy a Morava nacistickým Německem byl provoz Československých státních aerolinií zcela zastaven. Jejich letadla byla zabavena německou společností Lufthansa.

### Proměny právní formy ČSA

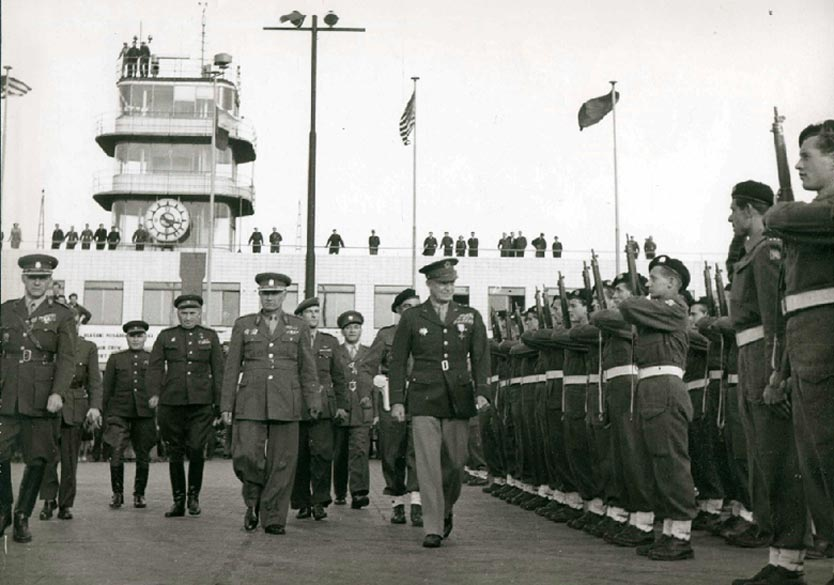
Původní řídící věž Letiště Praha/Ruzyně v roce 1945. V popředí americký generál Dwight D. Eisenhower.

V důsledku převzetí moci Komunistickou stranou Československa na základě únorového převratu roku 1948 byly Československé aerolinie od roku 1949 do roku 1953 zapsány v obchodním rejstříku jako národní podnik, zřízený ke dni 1. ledna 1949 zákonem č. 311/1948 Sb., vyhláškou č. 122/1949 Sb., vládním nařízením č. 128/1949 Sb. a zákonem č. 148/1950 Sb. K 1. srpnu 1956 byly Československé aerolinie zapsány jako státní podnik, zřízený listinou ministra dopravy ze dne 25. července 1956. Ten byl k 30. červnu 1989 vymazán pro zrušení bez likvidace podle rozhodnutí ministra dopravy a spojů ČSSR ze dne 27. června 1989. Zakládací listinou vydanou rozhodnutím ministra dopravy a spojů ČSSR čj. 12271/1989-350 z téhož dne 27. června 1989 byl k 1. červenci 1989 založen nový státní podnik Československé aerolinie. V srpnu 1992 však byly ČSA transformovány na akciovou společnost se základním kapitálem 2,7 miliardy korun.

### Vývoj v letech 1945–1992

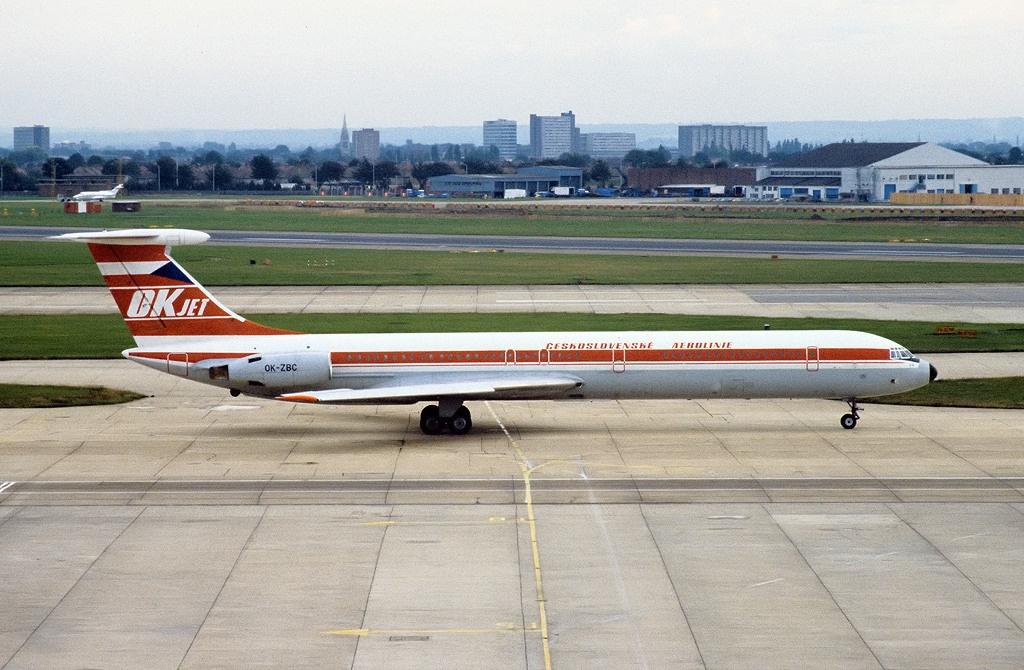
Iljušin Il-62 společnosti ČSA před odletem z Letiště London Heathrow (1981)

Po roce 1945 zahájily ČSA opět provoz, v poválečném období jako jediný letecký dopravce Československa. Obnovily všechny vnitrostátní linky a postupně otvíraly i mezinárodní linky. O dva roky později ČSA poprvé vstoupily do mezikontinentální letecké dopravy na linkách do Káhiry a Ankary.
V roce 1946 ČSA zakoupily z válečných přebytků americké armády letadla Douglas DC-3, které byly v továrnách Avia postupně rekonstruovány na civilní dopravní verzi pro 21 cestujících.

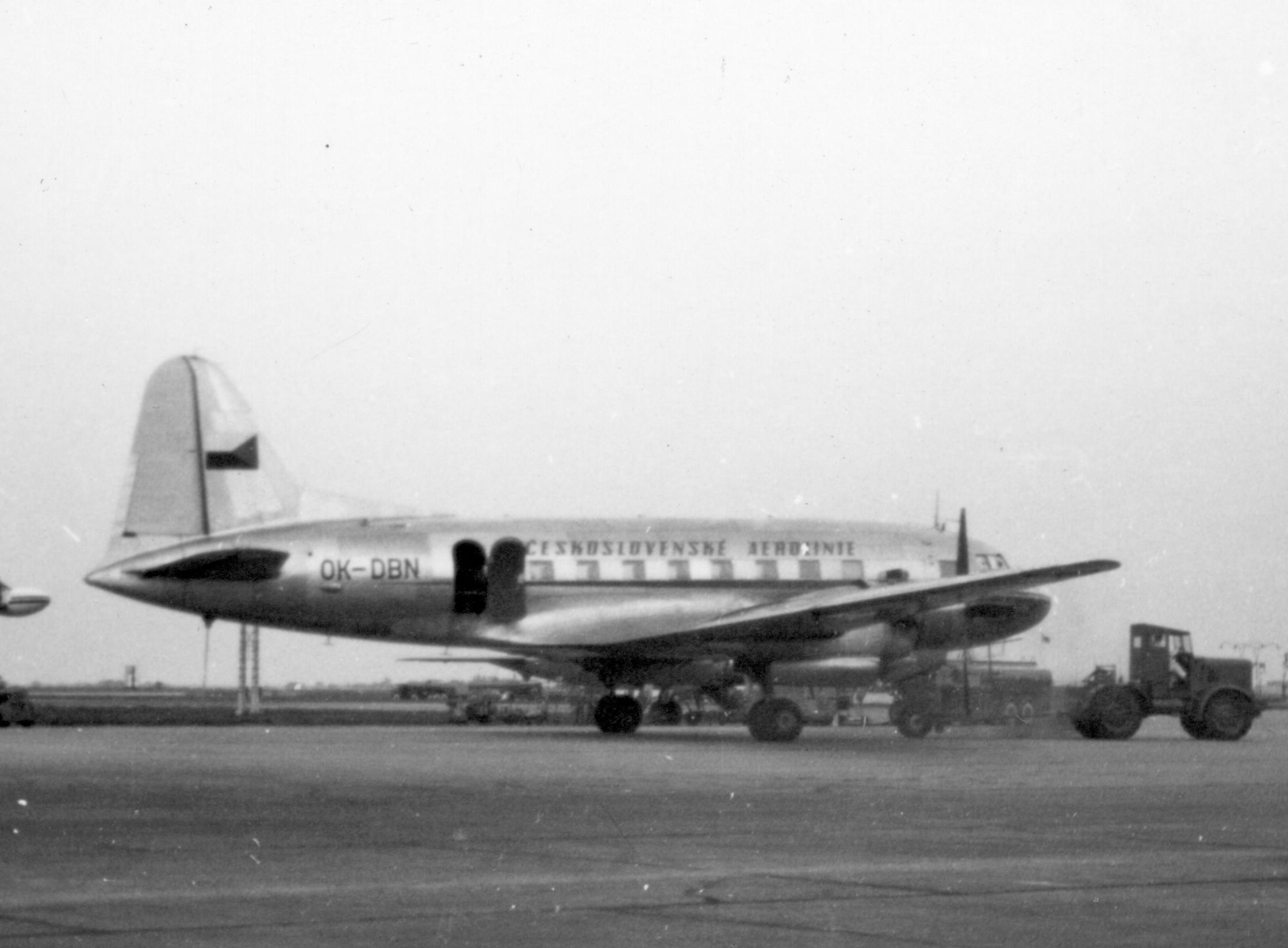
Iljušin Il-12 ČSA na Letišti Orly u Paříže (1957)

Dne 2. listopadu 1957 přistálo na letišti v Ruzyni první proudové dopravní letadlo Tupolev Tu-104 imatrikulace OK-LDA, které je umístěno v leteckém muzeu Kbely. Důvody koupě ruského letadla byly kromě technické pokročilosti také politické, Sovětský svaz chtěl tento letoun propagovat i v západním světě, kam ČSA létaly. ČSA byly po Aeroflotu druhou leteckou společností pravidelně provozující proudové letouny na svých linkách. Po roce 1960 začala společnost používat letadla značky Iljušin, která měla kapacitu až 110 míst. Dne 13. února 1962 zahájily ČSA provoz na první transatlantické lince směřující z Prahy do Havany, na které létalo čtyřmotorové turbovrtulové letadlo Bristol Britannia, které bylo pronajato od kubánské letecké společnosti Cubana de Aviación.

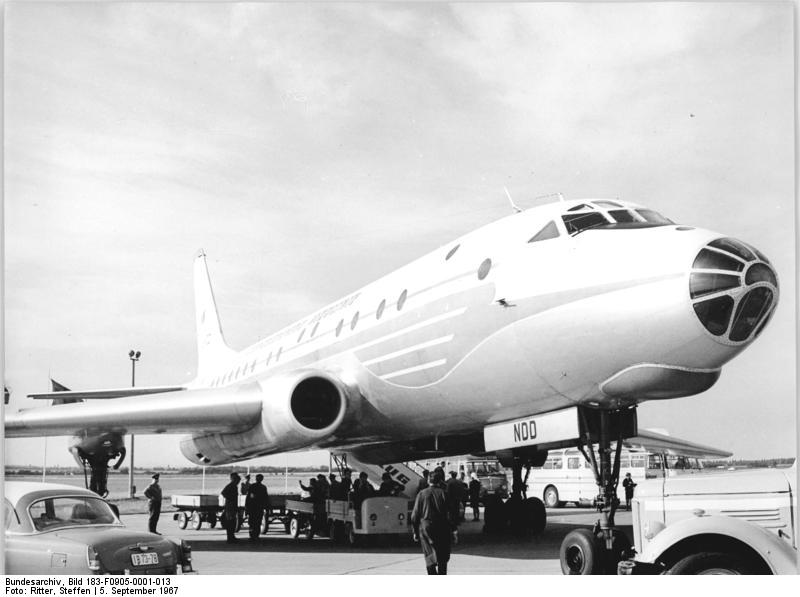
Tupolev Tu-104A (OK-NDD) společnosti ČSA na letišti Lipsko/Halle v NDR (1967)

Počátkem listopadu 1962 začaly ČSA provozovat lety se stroji sovětské výroby Tupolev Tu-124, které ve flotile zůstaly až do roku 1972. V roce 1969 do flotily přibyl letoun Iljušin Il-62, určený pro dálkové lety, který umožnil otevření linek na Blízký, Střední a Dálný východ, do západní Afriky, Kanady a Spojených států.

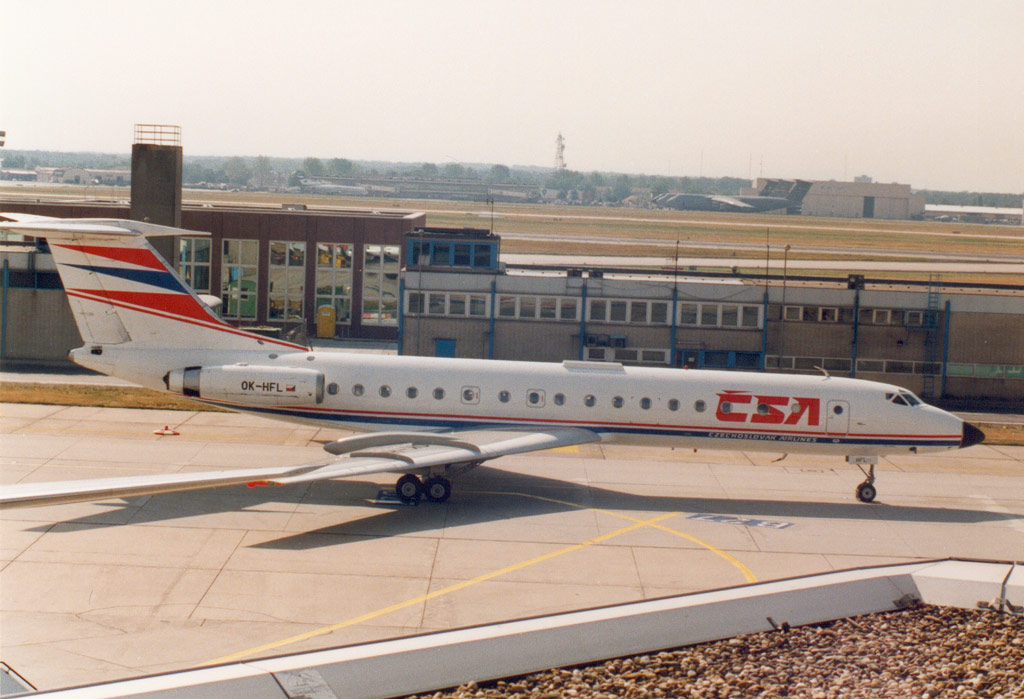
Tu-134A na letišti ve Frankfurtu

V roce 1967 byly ČSA podle statistiky IATA jednou ze 34 leteckých společností na světě, která přepravila více než jeden milion cestujících. Zaujímaly 29. příčku světového žebříčku a 10. místo mezi evropskými společnostmi; ve vytěžování letadel jim patřilo 10. místo na světě (činilo 63,3 %), v Evropě byly na prvním místě. Ve flotile měly celkem 75 letounů, což bylo nejvíce v historii společnosti.
V roce 1970 byly díky Il-62 otevřeny linky ve směrech Praha – Montréal – New York-JFK a Bratislava – Praha – Amsterdam – New York-JFK. Od roku 1971 začaly fungovat lety se stroji Tu-134 které měly 76 míst. V roce 1974 přibylo do flotily pět letounů Jak-40, které ve vnitrostátní dopravě nahradily letouny Il-14 (později byly postupně vyřazovány díky prudkému růstu ceny ropy a velké spotřebě paliva). Mezi lety 1977 až 1987 vznikly pravidelné linky z Prahy a Bratislavy do Barcelony, Abú Zabí, Dubaje, Valletty (Malta), Jerevanu, Taškentu a Hanoje a Ho Či Minova Města ve Vietnamu. V roce 1988 byly zakoupeny nové letouny Tu-154. V letní sezóně 1990 otevřely ČSA linky Praha – Havana – Ciudad de México a Praha – Hamburk.
Počátkem roku 1991 ČSA koupily první západoevropský širokotrupý letoun Airbus A310-300 určený pro dálkové tratě. Jeho koupě se zamýšlela již od roku 1989 kvůli již nedostačujícím sovětským letadlům. V tomto roce byla také otevřena linka z Prahy na Ben Gurionovo mezinárodní letiště u Tel Avivu a do Istanbulu. Na jaře 1992 přibyla do flotily ČSA čtyři turbovrtulová letadla ATR 72-200. V létě stejného roku bylo do služby zavedeno prvních pět letadel typu Boeing 737-500.

#### Aerotaxi a Agrolet
Československé aerolinie provozovaly od roku 1951 také aerotaxi. Stalo se tak, když byla firma Svitlet, což původně byla znárodněná Baťova letecká společnost, včleněna do ČSA. Později vznikla dceřiná společnost Agrolet, kterou si Československé aerolinie vyhradily pro aerotaxi a například letecké zemědělské práce. Po dobu fungování aerotaxi se vystřídalo 47 letadel Aero Ae-45, 8 strojů Aero Ae-45S, 5 strojů Let L-200, 10 strojů L-200A a 30 letadel L-200D. Dne 1. července 1969 se podnik Agrolet spadající pod ČSA změnil ve slovenský podnik s názvem Slov-Air. Stalo se tak kvůli požadavku slovenských politiků, kteří chtěli po federalizaci Československa rozdělit leteckou dopravu mezi obě republiky. Provozování aerotaxi se v Československu postupně stávalo ztrátovým a jak ČSA tak Slov-air byly nuceny prodávat flotilu menších letadel různým aeroklubům.

### Letecké nehody
Nejvýznamnější letecké nehody ČSA:

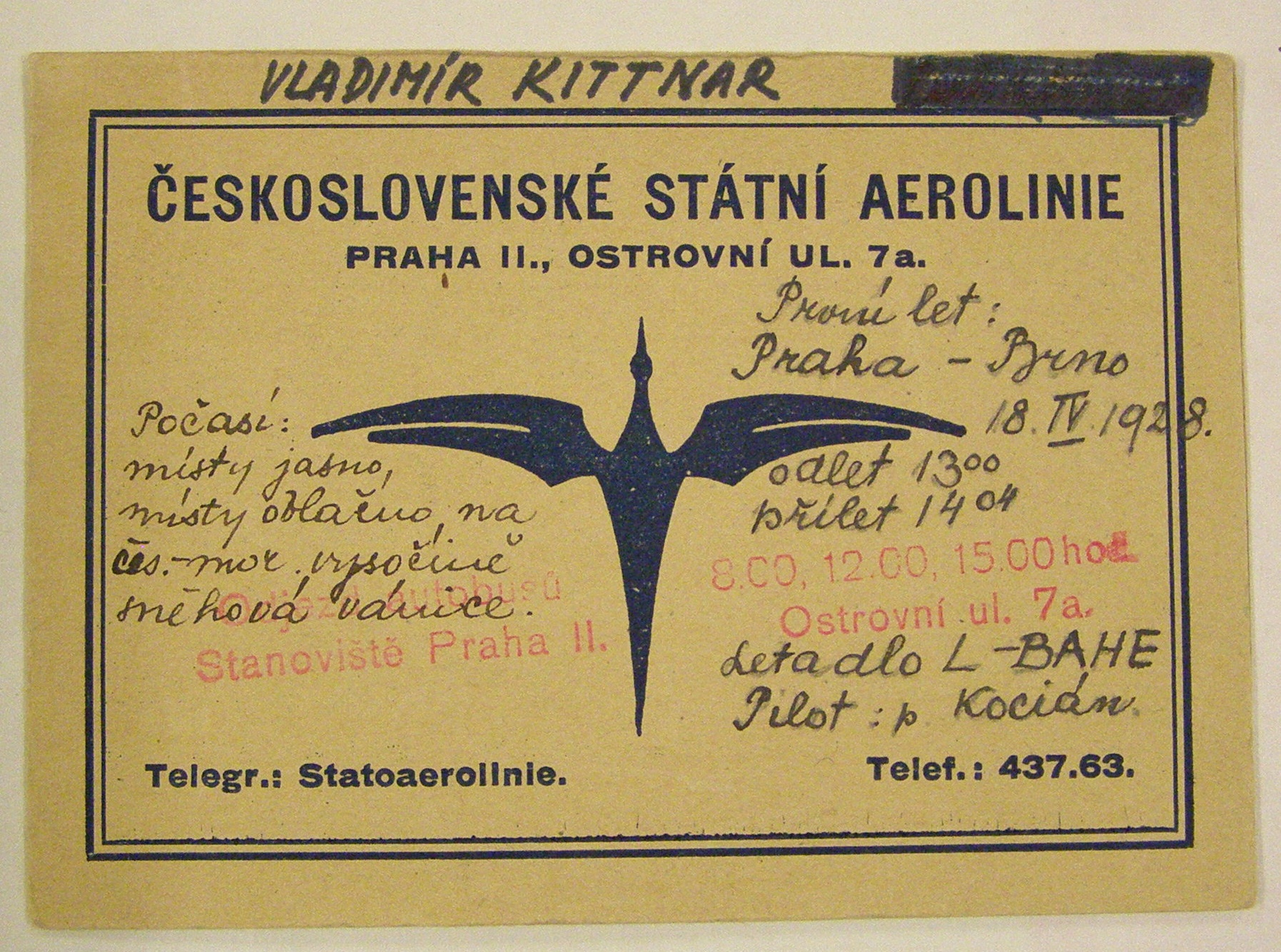
Jedna z historicky prvních letenek Československých aerolinií (1928)

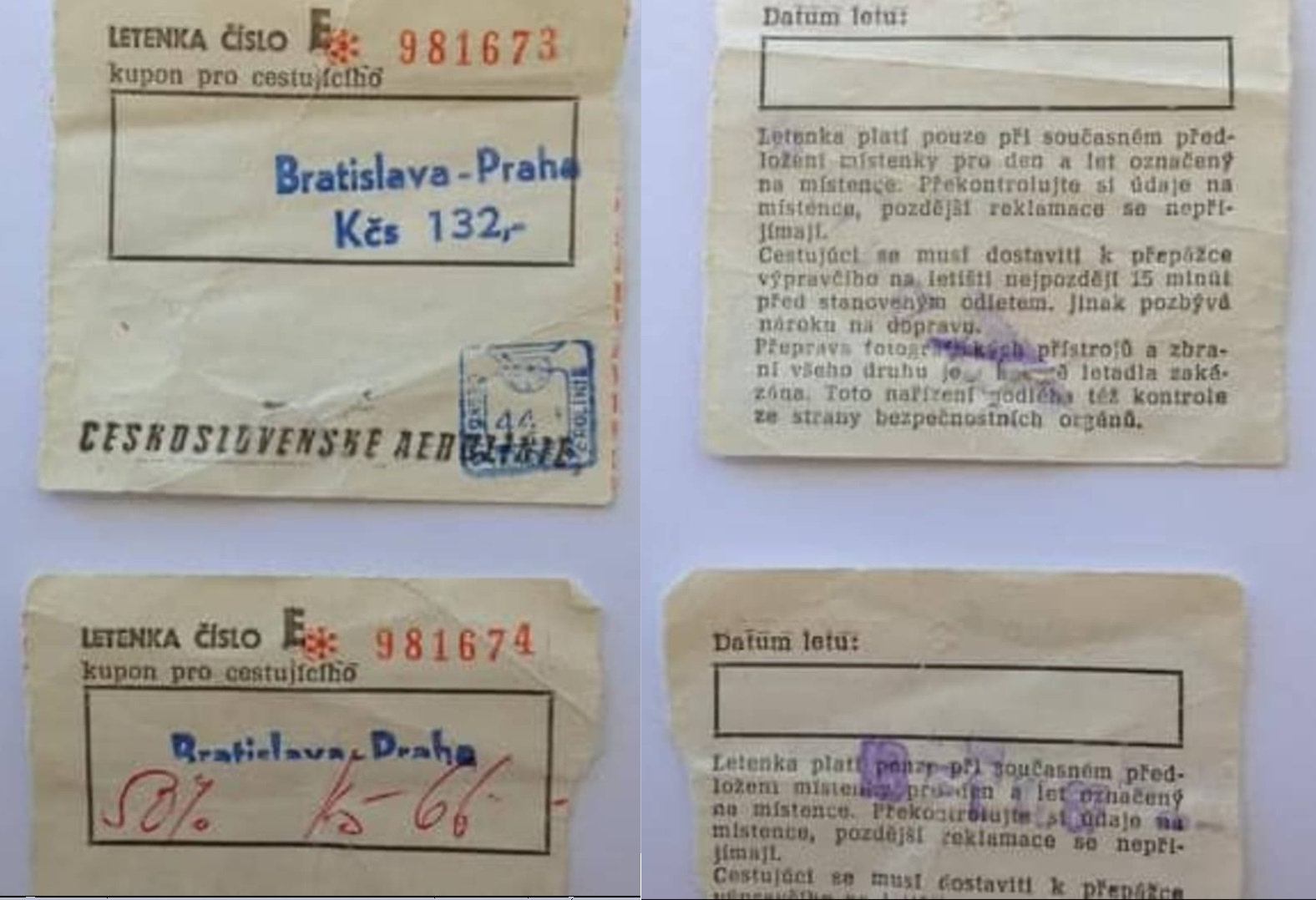
Letenky z 80. let 20. století

- 13. srpna 1938 havarovalo letadlo Savoia Marchetti S-73 (OK-BAG) jižně od německého Durbachu (nedaleko Oberkirchu v pohoří Schwarzwald) na lince Praha - Štrasburk a byl zcela zničen. Posádka se během letu dostala do složitých povětrnostních podmínek bez viditelnosti země a při klesání ke Štrasburku pilot narazil do hřebene kopce Brandenkopf (945 m n. m.). Všech 17 lidí z posádky vč. šéfpilota ČSA Karla Brabence a cestujících na palubě zahynulo
- 14. ledna 1954 havaroval poblíž letiště Praha-Ruzyně v Hostivicích letoun Douglas DC-3 (OK-WDS). Zemřelo 13 až 15 osob.
- 12. prosince 1954 havaroval nákladní Douglas DC-3 na lince Praha – Brno – Bratislava/Ivánka, všichni 4 členové posádky zahynuli. V 22:42 posádka navázala kontakt s letištěm v Bratislavě a začala přiblížení na dráhu 23. Po dokončení zatáčky na finální přiblížení narazil stroj do svahu dubového lesa Šenkvický háj v oblasti Pezinok ve výšce 70 m nad letištěm ve vzdálenosti 14,5 km od prahu dráhy. Příčinou byla zřejmě vlivem deště nebo námrazy ucpaná Pitotova trubice snímající výšku.
- 18. ledna 1956 narazil Douglas DC-3 (OK-WZD) do Škapovy hory v pohoří Levočské vrchy na Slovensku. Původně měl tento stroj přistát v Košicích, kvůli silnému větru byl ale odkloněn na letiště v Popradu, které se nachází v poměrně hornatém terénu. Zemřelo celkem 26 lidí, z toho 4 byli členové posádky. Přežili čtyři pasažéři tohoto letu.
- 24. listopadu 1956 18:30 narazil Iljušin Il-12B (OK-DBP) do pole 12 kilometrů od letiště Curych při letu z Prahy. Všech 23 lidí na palubě zemřelo (5 posádka, 18 cestujících).
- 8. listopadu 1957 havaroval letoun Iljušin Il-14 (OK-LCE) na ruzyňském letišti.
- 20. ledna 1960 havarovalo letadlo Iljušin Il-12 (OK-DBG) na ruzyňském letišti.
- 2. ledna 1961 se nepodařilo Avii Av-14-32A/Iljušin Il-14 při vzletu z ruzyňského letiště nabrat výšku. Následně zavadilo o dráty vysokého napětí a letadlo havarovalo blízko Hostivic. Všech 10 osob na palubě zemřelo.
- Let ČSA 511 – 28. března 1961 se nad Německem nedaleko města Gräfenberg zřítil Iljušin Il-18V ČSA (OK-OAD), letící přes Curych a Rabat do Bamaka (hlavní město Mali). Všech 52 osob na palubě zemřelo, příčina nebyla zjištěna. Sovětští vyšetřovatelé napsali, že letoun byl nad Západním Německem sestřelen.
- 12. července 1961 narazil do hory letoun ljušin Il-18V (OK-PAF) při přistávání. Tento stroj létal na stejné lince jako 28. března 1961 letadlo IL-18V (OK-OAD) – Praha – Curych – Rabat – Dakar – Conakry. Kvůli husté mlze v Rabatu přistávalo letadlo na letišti v Casablance, kde však nebylo také nejpříznivější počasí. Po prvním průletu v 150 metrech letadlo opakovalo přiblížení, při kterém zachytilo o vedení vysokého napětí a havarovalo. Zemřelo všech 72 lidí.
- 10. října 1962 se nepodařilo pilotovi přistát na brněnském letišti se strojem Avia 14-32A (OK-MCT, stáří 4 roky). Bylo tomu tak kvůli špatné viditelnosti při letu OK306 z Košic, přes Bratislavu a Brno do Prahy. Letoun odlétl z Bratislavy v 8:34, při přiblížení pilot o 3 km špatně odhadl vzdálenost od letiště a ve výšce asi 280 metrů narazil do kopce Stará hora (poblíž města Slavkov) který je vysoký 307 metrů. Letadlo se rozlomilo a začalo hořet. Z 42 lidí na palubě nepřežili 3 členové posádky a 10 pasažérů.
- 16. června 1963 vzplál prázdný letoun Tupolev Tu-104A (OK-LDB) při tankování v indickém městě Bombaj. Letoun byl kompletně zničen, nikdo nezemřel.
- Let ČSA 523 – 5. září 1967 se zřítil Iljušin Il-18D (OK-WAI) na lince OK525 Praha – Shannon – Gander – Havana v kanadském Ganderu krátce po startu. Příčina pádu nebyla zjištěna, jednou z možností bylo nevysunutí, nebo příliš brzké zasunutí vzletových klapek. Dobová komunistická propaganda také uvedla, že za příčinou havárie mohla stát teroristická akce kubánských disidentů, neboť na palubě letadla cestovala na Kubu početná skupina členů Československé akademie věd. Z celkem 69 lidí na palubě zahynulo 37.
- 11. října 1968 v 16:20 se zřítilo krátce po vzletu, 7 kilometrů od ruzyňského letiště letadlo Avia 14-32A(OK-MJC) letící do Košic. Na palubě bylo 40 lidí, z nichž 11 zahynulo.
- 1. června 1970 stroj Tupolev Tu-104A (OK-NDD) narazil poblíž letiště v libyjské Tripolis do země. Pilotovi se nedařilo přistát, na třetí pokus zkusil místo dráhy 12 přistávat na dráhu 36. Letoun narazil do země 5,5 km od letiště a vzplanul. Všech 13 osob na palubě zemřelo.
- 18. srpna 1970 přistál stroj Tupolev Tu-124V (OK-TEB) na lince OK744 (Praha – Curych) ve švýcarském Curychu bez podvozku. Z 20 lidí na palubě nikdo neutrpěl závažná zranění ani nezahynul, letoun byl odepsán. V kabině byly potíže s tlakem, technik neslyšel pilota říkat, aby vysunul podvozek.
- Let ČSA 540 – 20. srpna 1975 havaroval u letiště v Damašku v noci před přistáním Iljušin Il-62, cílová destinace měl být íránský Teherán. Z 128 osob na palubě přežili pouze 2. Příčina nebyla zjištěna, mohlo se jedna o pilotovu chybu.
- Let ČSA 001 – 28. července 1976 se zřítil do slovenského jezera Zlaté piesky v Bratislavě letoun Iljušin Il-18B na lince Praha – Bratislava. Z 79 cestujících na palubě 76 zemřelo. Příčinou byla nedostatečná rychlost letounu, ta byla zaviněna piloty a špatným naváděním letadla.
- 2. ledna 1977 se v mlze srazil přistávající Tupolev Tu-134A (OK-CFD) se strojem Iljušin Il-18B čekající na povolení ke vzletu na ruzyňském letišti v Praze. Letadlo Tu-134 letělo z Leningradu (Petrohradu) s 48 lidmi na palubě, při finále na dráhu 31 si v mlze piloti na poslední chvíli všimli Iljušinu Il-18 na dráze (letící do Bratislavy s 15 lidmi). V posledním okamžiku stihli letoun zvednout a Iljušinu utrhnuli jen směrovku. Tupolev se zřítil několik metrů opodál, následně sjel mimo dráhu a bez křídel a podvozku jel po sněhu. Po zastavení lidé vystoupili, nikdo z letiště nejprve nic nezaregistroval a nehoda byla zatajena. Nepsalo se o ní v médiích a poničené letadlo bylo použito při cvičení hasičů a následně bylo spáleno. Příčinou bylo střídání dispečerů, jeden z nich na něj přišel pozdě a nedostal informaci o přistávajícím Tupolevu. Nikdo nezemřel, bylo ohlášeno jen jedno zranění. O havárii pojednává jeden díl z cyklu Osudové okamžiky.